# Sydamerikansk mytologi
Sydamerikansk mytologi utgår från legender hos de olika urfolkens civilisationer och stammar. För 15 000 år sedan fanns det människor i de sydligaste delarna av Sydamerika, vid Monte Verde i Chile. Under dessa femton millennier (tills Christofer Columbus landsteg på Bahamas år 1492) utvecklades de urfolken under social och kulturell isolering från resten av världen. Detta fick betydande konsekvenser för den förcolumbiska civilisationen och formen för deras mytologier och religioner.

## Miljöns betydelse
De sydamerikanska stammarna fanns över hela kontinenten, från högländerna och genom Amazonområdet ända ned till de sydligaste delarna av Eldslandet.
För både förhistoriska och sentida urfolki Sydamerika bildade miljön grundvalen för den andliga tron. Många myter handlar om gudar som skapade det dramatiskt uppbrutna andiska landskapet, om andevarelser som bebodde eller personifierande bergen, eller skapade regn och kontrollerade fruktbarheten.

## Skogsfolkets tro
Stamkulturerna i Sydamerika bildar en sammansatt mosaik av religioner och sociala system som uttrycks med hundratals språk. Livet i den tropiska regnskogen är i högsta grad beroende av olika magiska försiktighetsåtgärder. Så anses till exempel genomborrandet av öronsnibbar och läppar samt kroppsmålningen skydda hälsan och fruktsamheten. En pinne som stuckits genom näsans skiljevägg håller sjukdomar på avstånd. Både shamaner och vanligt folk använder olika droger i ritualer, men i en del stammar är hallucinogenerna reserverade för shamaner. Nästan alla stammar erkänner en skapargud, som dock efter att ha skapat kosmos och mänskligheten visade föga intresse för det jordiska. Sociala institutioner, jordbrukskunnandet och liknande är ofta gåvor från en eller flera kulturhjältar (ibland solen och månen, vilka anses vara bröder).

## Forntida religioner

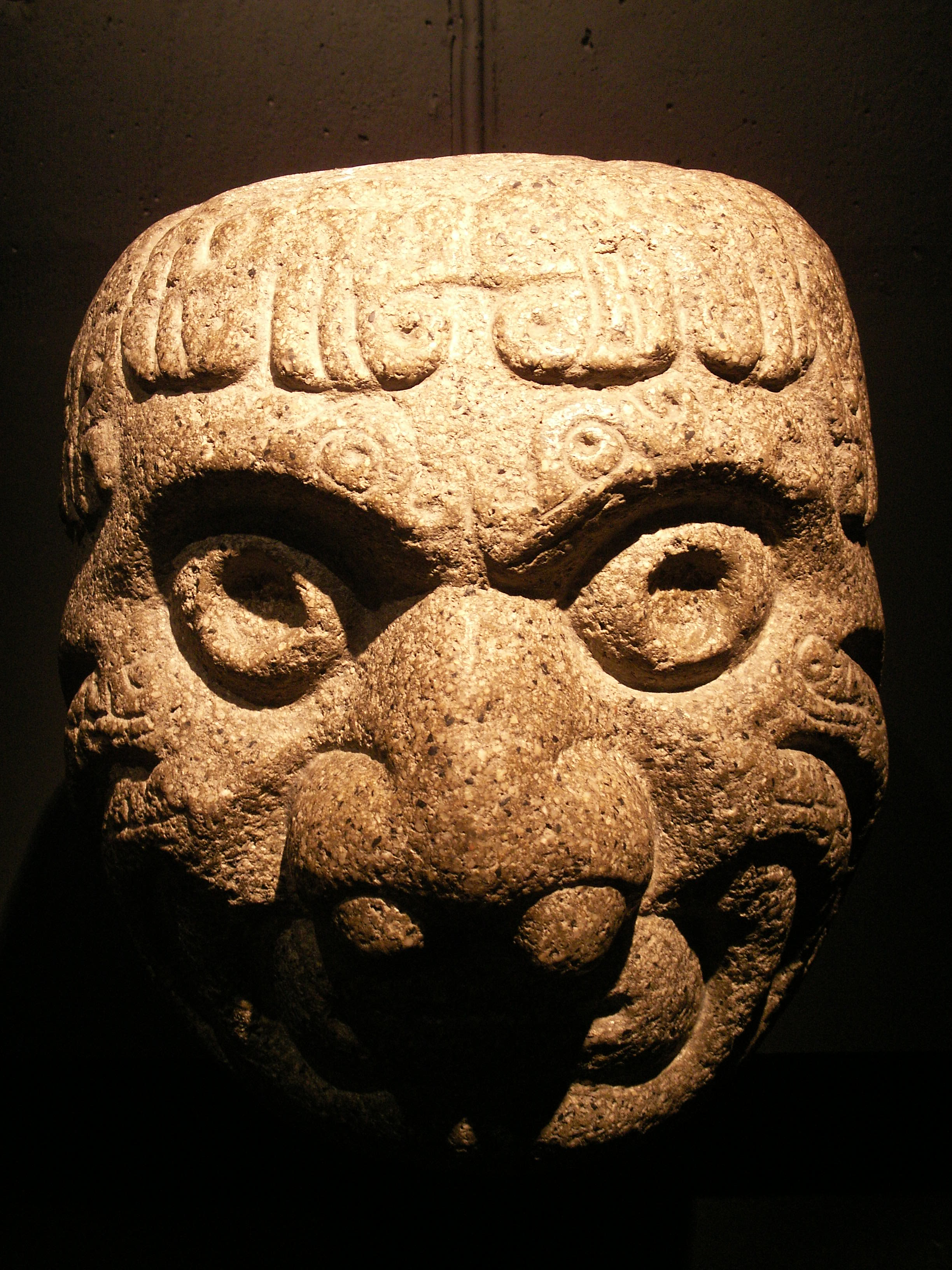
Konstverk i form av ett stenhuvud från Chavínkulturen.

Sedan äldsta tider har de sydamerikanska civilisationerna haft gemensamma egenskaper i sina religioner och mytologier. Växter, djur, floder och berg fick övernaturlig betydelse. Även om det fanns lokala och regionala skillnader (som den betydelse eldritualer tidigt fick i vissa kulturer) var dyrkan av en högsta skapargud, vördandet av förfäderna och halvgudomliga regenter, människooffer och heliga pilgrimsfärder universella inslag.
Dessa forntida civilisationer uttryckte sin religiösa och mytologiska tro i textiler, guld, silver, krukor och sten. En av de mest inflytelserika kulturerna i detta avseende hade sitt centrum i Chavín de Huántar i Anderna (800-200 f.Kr.). 
De övernaturliga gestalter som avbildades inom chavinkulturen hade en bestående effekt på många senare civilisationer som kan betraktas som prototyper för senare mytgestalter som den huggtandsförsedda gudomligheten Ai apaec från mochekulturen vid norra delen av Peru.
Tiwanaku är daterat till ca 500 e.Kr. och låg i ruiner innan inkakulturen utvecklades. Men myter och kulturer hos de olika stammar som levde inom inkarikets maktsfär togs in i inkakulturens tro.
Heliga resor i berg, källor och tempelpyramidernas helgedomar var viktiga i förhistorisk tid och är det än i dag. 
Det mest kända forntida pilgrimsmålet var Pachacamacs helgedom vid Perus mellersta kust. Här skötte ett prästerskap dyrkandet av en jord- och skapargud vars trogna berikande templet med guld, utförde människor- och djuroffer som utbyte fick orakelaktiga spådomar. Pachacamac betraktades av kustfolket som den högsta guden och hans inflytande var så stort att när inkafolket besegrade området erkände de hans betydelse genom att tillåta att hans tempel fick fortsätta att fungera vid sidan av deras solgud Intis tempel.

## Andevärldar
Amazonområdet omfattar en mångfald av urfolk som besitter sociala, ekonomiska, rituella och mytologiska system som avslöjar en ingående kännedom om omgivningen. De uppvisar också en mycket stor komplexitet i redogörelserna för deras mänsklighet och sätt att leva. Dessa kulturer har behovet av jakt, samlande, fiske och jordbruk gemensamt, men de har ingen gemensam religion eller gudavärld. Ändå visar de lokala myterna på ett gemensamt underliggande sammanhang, på så sätt att myterna hos ett folk tycks vara en utveckling av myterna hos ett annat folk. Detta kan bero på att samma bekymmer uppfattas och bemöts med samma logik. För västerländska betraktare är de sydamerikanska urfolkens universum en ”magisk” värld som definieras delvis av mäktiga med ombytliga andars nyckfulla handlingar, delvis av handlandet hos shamanen som för samhällets räkning har en medlande funktion hos dessa andar. 
I denna världssyn, där människor förvandlas till djur och djur till människor, är skillnaden mellan människa och djur inte bara flytande utan kan dessutom ständigt omtolkas.
De sydamerikanska urfolkets myter avbildar ett universum av omgestaltningar, där det sociala livet tros vara resultatet av umgänge och blandning under kontrollerade former mellan övrigt ömsesidigt fientliga och farliga grupper av varelser - män och kvinnor, släktingar och ingifta, jaguarer och människor.